# Leon Jucewicz
Leon Jucewicz (ur. 18 listopada 1902 w Szwekni, zm. 13 stycznia 1983 w Porto Alegre) – polski łyżwiarz, lekkoatleta, olimpijczyk z Chamonix 1924.

## Młodość
Urodził się 18 listopada 1902 w Szwekni jako syn Stanisława Piotra i Anny Piotrowicz. Uczęszczał do szkoły średniej w Warszawie. W tym czasie był aktywnym członkiem XXXIX drużyny harcerskiej im. Józefa Wybickiego. 

### Kariera sportowa

#### Lekkoatletyka
Na początku lat dwudziestych wstąpił do AZS Warszawa. Uprawiał lekkoatletykę i łyżwiarstwo. Był jednym z czołowych lekkoatletów specjalizujących się biegach średnich, długich i ulicznych. Był wicemistrzem Polski w biegu na 1500 metrów (1922). 
 W tym samym roku zajął drugie miejsce w biegu ulicznym Zamek-Belweder. 5 i 6 sierpnia 1922 razem z Julianem Grunerem, Januszem Reyem i Zygmuntem Weissem wystąpił w pierwszym międzynarodowym oficjalnym debiucie reprezentacji Polski – trójmeczu w lekkoatletyce Polska-Czechosłowacja-Jugosławia. W 1923 wyjechał do Estonii i Finlandii. W Estonii startował w zawodach międzynarodowych w lekkoatletyce, m.in. w I Akademickiej Olimpiadzie Państw Bałtyckich w Tartu. Od jesieni 1923 przygotowywał się razem z fińskimi biegaczami do sezonu lekkoatletycznego i łyżwiarskiego.

#### Łyżwiarstwo szybkie
W roku 1921 został wicemistrzem Polski w łyżwiarskim biegu na 1500 m. W latach 1922, 1924 był wicemistrzem Polski w łyżwiarskim wieloboju. W tym samym roku mimo krytyki prasowej został wysłany na pierwsze Zimowe Igrzyska Olimpijskie. Reprezentował Polskę w łyżwiarskim wieloboju zajmując ostatecznie 8. miejsce. W poszczególnych wyścigach na dystansach 500 m, 1500 m, 5000 m, 10000 m pobijał rekordy Polski zajmując odpowiednio 17., 15., 16., 14. miejsce.
W lipcu 1924 podczas przygotowań do mistrzostw świata w łyżwiarstwie w USA wyjechał z Polski i osiadł w Brazylii, gdzie został działaczem społecznym wśród tamtejszej Polonii. W São Paulo założył klub sportowy Polonia. W sierpniu 1929 założył gazetę Correio Polonez. Kontynuował karierę, uprawiał lekkoatletykę, tenis i jazdę szybką na wrotkach. W 1934 podczas trójmeczu Brazylia-Finlandia-Argentyna został zaproszony do pozakonkursowego pojedynku z Volmari Iso-Hollo .

#### Tenis ziemny
Po odrzuceniu oferty startu na igrzyskach w Garmisch-Partenkirchen ze strony Polskiego Komitetu Olimpijskiego skupił się na szkoleniu i organizacji tenisa ziemnego. Pracował w stanie Rio Grande do Sul zajmując się szkoleniem dzieci i młodzieży. Wyszkolił 23 mistrzów Brazylii m.in. Thomaza Kocha. W latach 1935–1936 zorganizował turnieje tenisowe dla dzieci i młodzieży. W latach 1939–1940 był inicjatorem i organizatorem imprez międzynarodowych, m.in. Copa Eberle i Taca Mosele. W latach trzydziestych założył kilka klubów tenisowych. W 1939 zaczął wydawanie specjalistycznego czasopisma i zorganizował kongres tenisowy. W stanie Rio Grande do Sul wybudował 200 kortów tenisowych w (w tym 5 z elektrycznym oświetleniem), 2 stadiony piłkarskie, 6 przystani wodnych, park tenisowy i 4 place zabaw dla dzieci. W 1960 został przewodniczącym Polskiego Funduszu olimpijskiego w Porto Alegre. Był korespondentem Przeglądu Sportowego i tygodnika Sportowiec. W 1967 na zaproszenie Polskiego Komitetu Olimpijskiego uczestniczył w obchodach stulecia sportu Polskiego. Został odznaczony Medalem 100 lecia Sportu Polskiego i złotą odznaką AZS (nr 1001) . W listopadzie 1982 został potrącony przez motocyklistę. Zmarł 13 stycznia 1983 w wyniku odniesionych ran podczas wypadku motocyklowego. Został pochowany w Porto Alegre.